# Lanthieriji
Rodbina Lanthieri je bila ugledna plemiška rodbina, po rodu iz okolice Brescie, ki se je na Goriškem naselila v drugi polovici 15. stoletja. 

## Lanthierijev dvorec v Vipavi
Lanthieriji so bili vneti graditelji. Ob izvirih Vipave so postavili poleg starega Baumkirchnerjevega gradu svoj  dvorec, ki ga Valvasor imenuje Novi Grad, ter ga je dal okoli leta 1659 zgraditi Anton Lanthieri, v slogu beneške arhitekture. O temu priča tudi letnica na sklepniku portala, ki iz dvorca vodi na mostiček za njim. Povod za gradnjo je bil verjetno za naslednje leto napovedani obisk cesarja Leopolda I., ki je 17. septembra 1660 na poti iz Ljubljane v Gorico tudi zares prenočil v Vipavi. 
V privilegijih, ki jih je cesar dodal ob povišanju Lanthierijev med grofe leta 1642, je bilo namreč zapisano, da ima vsak vladar, ki prispe v deželo in se ustavi v trgu, pravico prebivati v palačah in gradovih grofovske rodbine.
Prvotno je bil dvorec mnogo skromnejši, leta 1762 pa so ga Lanthieriji prenovili in takrat je dobil današnjo baročno podobo. Nazadnje je v dvorcu do 1910 leta živel grof Karel Friderik Lanthieri. Od leta 1918 do oktobra 1991 so bile v dvorcu nastanjene različne vojaške enote, leta 1991 pa je JLA dvorec zapustil demoliran in skoraj v celoti izropan. Prenova dvorca, ki je sedaj v občinski lasti, je bila deloma financirana iz namenskih sredstev Evropske unije.